# Glutammato formimidoiltransferasi
La glutammato formimidoiltransferasi è un enzima appartenente alla classe delle transferasi, che catalizza la seguente reazione:
5-formimidoiltetraidrofolato + L-glutammato ⇄ tetraidrofolato + N-formimidoil-L-glutammato
L'enzima è una proteina che contiene il piridossal-fosfato. Catalizza anche il trasferimento di un formile dal 5-formiltetraidrofolato al L-glutammato (una reazione nota come EC 2.1.2.6). Negli eucarioti, la reazione avviene ad opera di un enzima bifunzionale che ha anche l'attività della formimidoiltetraidrofolato ciclodeaminasi (numero EC 4.3.1.4).